# Forteresse de Poznań
Pour les articles homonymes, voir Posen et Poznań (homonymie).

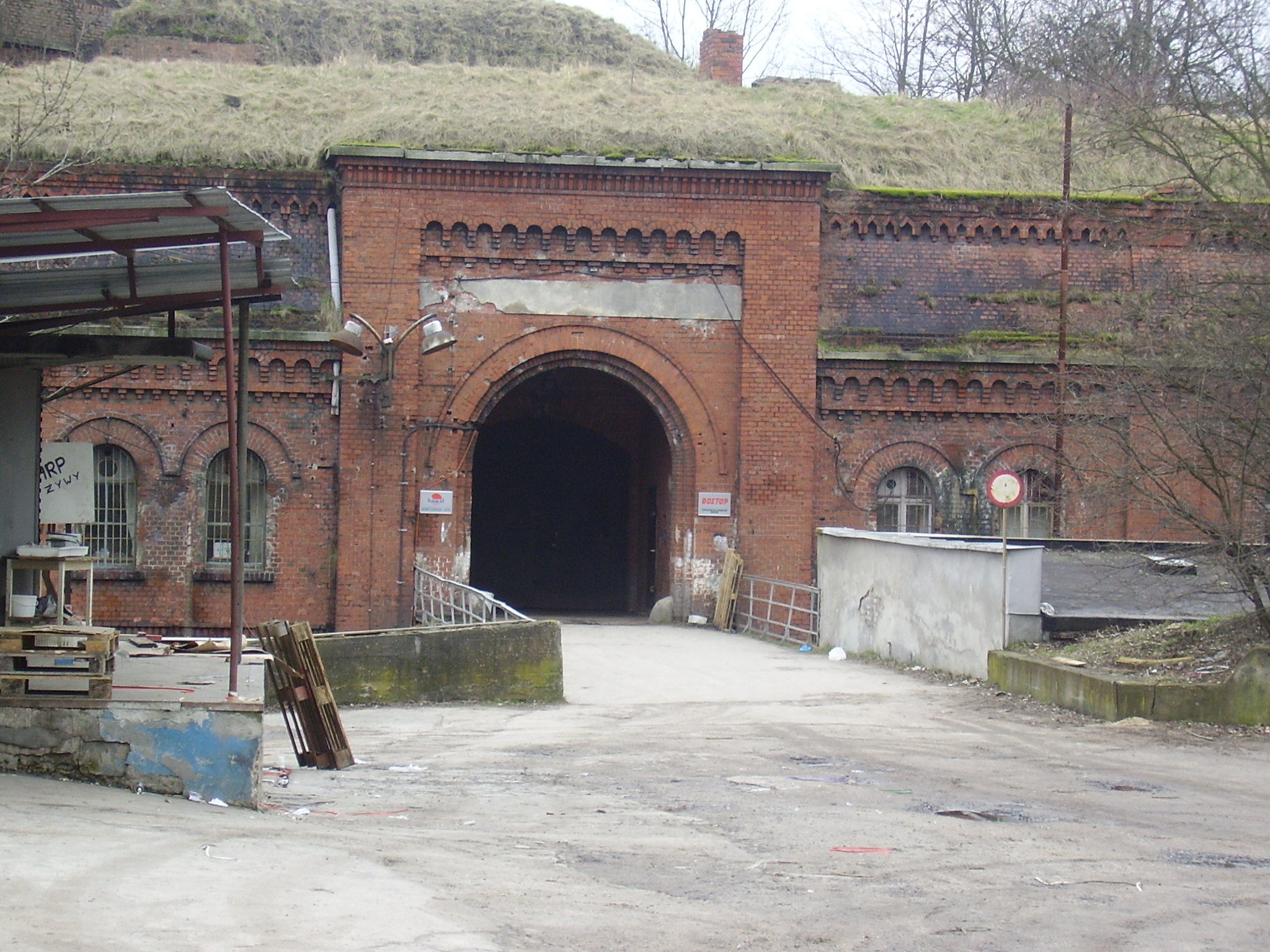
Fort II

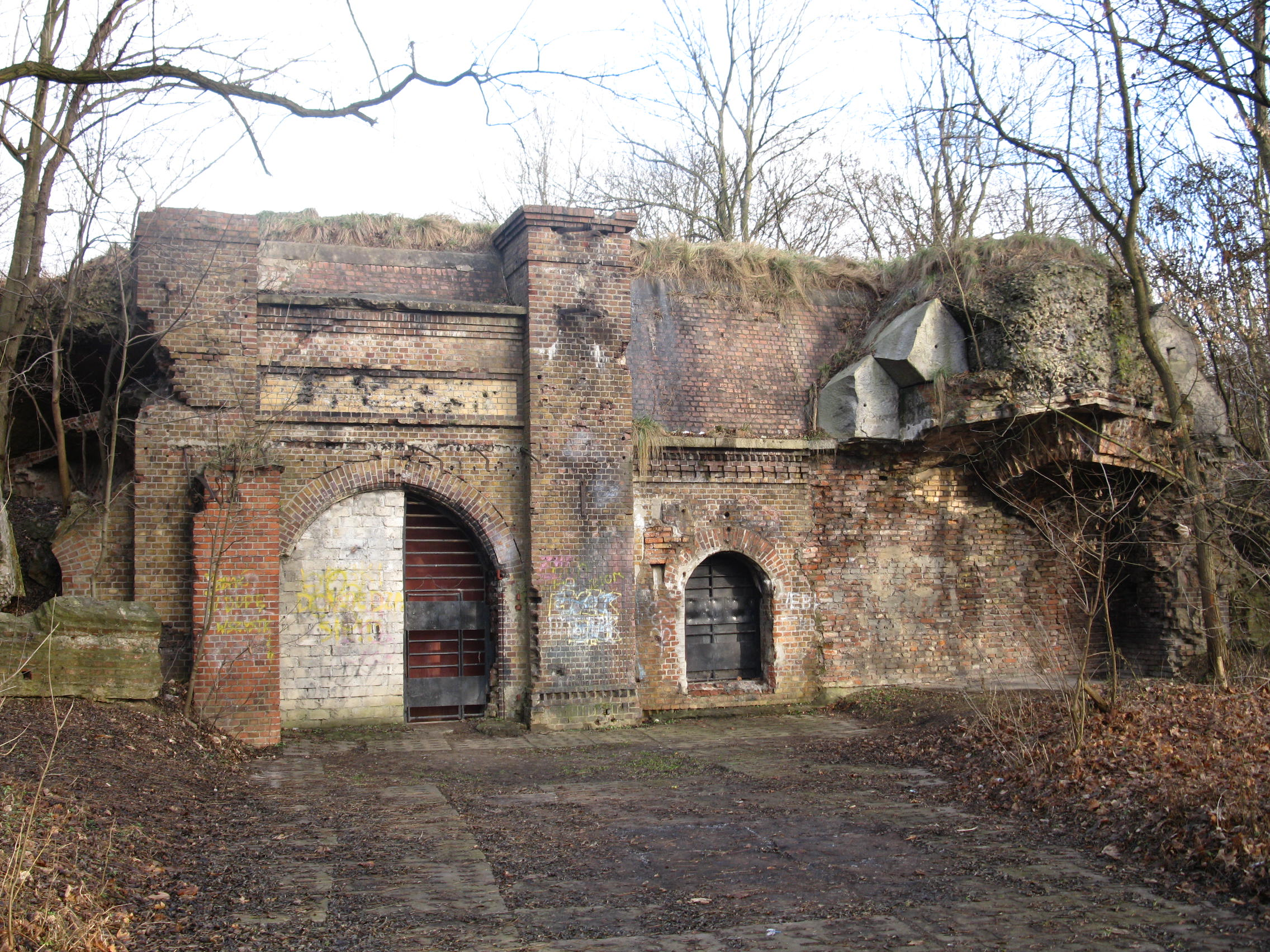
Fort IVa

La Forteresse de Poznań (en allemand: Festung Posen; en polonais: Twierdza Poznań) - un ensemble de fortifications construites dans la ville de Poznań (Pologne) au XIXe siècle et au début du XXe siècle, le troisième système plus important du genre en Europe.

## Histoire
La forteresse est conçue sous la direction générale de l'inspecteur général des forteresses prussiennes, le général d'infanterie Gustav von Rauch, par l'architecte de la forteresse, le major Leopold von Brese-Winiary (de). Les plans de la forteresse de Posen sont considérablement remaniés par les nouvelles idées du capitaine et directeur de la construction de la forteresse de l'époque, Moritz von Prittwitz, qui achève finalement sa construction. 